# UTC+3
UTC+3 er betegnelsen for den tidszone hvor klokken er 3 timer foran UTC.

## UTC+3 bruges somsommertidpå den nordlige halvkugle

### Europa
- Bulgarien
- Cypern
- Estland
- Finland (inkl. Åland)
- Grækenland
- Letland
- Litauen
- Moldova
- Nordcypern
- Rumænien
- Ukraine

### Asien
- Israel
- Libanon

## UTC+3 bruges året rundt
|  | EET  | Kaliningrad-tid   | UTC+2  | (MSK–1) |
|  | MSK  | Moskva-tid        | UTC+3  | (MSK±0) |
|  | SAMT | Samara-tid        | UTC+4  | (MSK+1) |
|  | YEKT | Jekaterinburg-tid | UTC+5  | (MSK+2) |
|  | OMST | Omsk-tid          | UTC+6  | (MSK+3) |
|  | KRAT | Krasnojarsk-tid   | UTC+7  | (MSK+4) |
|  | IRKT | Irkutsk-tid       | UTC+8  | (MSK+5) |
|  | YAKT | Jakutsk-tid       | UTC+9  | (MSK+6) |
|  | VLAT | Vladivostok-tid   | UTC+10 | (MSK+7) |
|  | MAGT | Magadan-tid       | UTC+11 | (MSK+8) |
|  | PETT | Kamtjatka-tid     | UTC+12 | (MSK+9) |

### Europa
- Hviderusland
- Dele af Rusland (Størstedelen af Ruslands europæiske del, herunder Moskva. Undtagelser er Kaliningrad oblast (UTC+2); Samara oblast og Republikken Udmurtien (UTC+4); Perm kraj, Republikken Basjkortostan og Orenburg oblast (UTC+5). Tidszonen kaldes også Moskva tid, og andre tidszoner i Rusland angives ofte relativt til Moskva tid. De russiske jernbaner bruger Moskva tid i hele Rusland).
- Tyrkiet

### Asien
- Bahrain
- Irak
- Jordan
- Kuwait
- Qatar
- Saudi-Arabien
- Syrien
- Yemen

### Afrika
- Comorerne
- Djibouti
- Eritrea
- Etiopien
- Kenya
- Madagaskar
- Mayotte og Îles éparses (hører under Frankrig)
- Somalia
- Sydsudan
- Tanzania
- Uganda